# ブランドン・レアード
ブランドン・J・レアード（Brandon J. Laird, 1987年9月11日 - ）は、アメリカ合衆国カリフォルニア州サイプレス出身の元プロ野球選手（内野手）。
メキシコ出身の母を持つメキシコ系アメリカ人。
愛称は「スシボーイ」。日本では好物の寿司にちなむ「スシポーズ」のパフォーマンスを披露することでも知られる。元MLB捕手のジェラルド・レアードは実兄にあたる。

## 経歴

### プロ入りとヤンキース時代
2007年のMLBドラフトでニューヨーク・ヤンキースから27巡目で指名され入団。ヤンキース傘下のルーキーリーグチームであるガルフ・コーストリーグ・ヤンキースに所属。
2008年は傘下A級チャールストン・リバードッグスに所属。
2009年はA+級タンパ・ヤンキースに所属し試合に出場した。
2010年8月2日にAA（ダブルA）級トレントン・サンダーからAAA級スクラントン・ウィルクスバリ・レイルライダースへ昇格。昇格前のAA・2010年シーズンには打率.291、23本塁打、90打点を記録しており、この年のAA・イースタンリーグのMVPと新人賞 を受賞した。
2011年には「ルール・ファイブ・ドラフト」からプロテクトする目的でメジャー昇格が決まり、7月18日にラミロ・ペーニャが故障者リスト入りしたのに伴いメジャーに昇格。7月22日に本拠地ヤンキー・スタジアムでメジャーデビューを果たした。デビュー戦はオークランド・アスレチックスとの一戦で、この試合でレアードは相手投手のクレイグ・ブレスロウから初安打・初打点となるセンター前ヒットを記録。その後もジョーイ・デバインから四球を与えられ出塁するとニック・スウィッシャーのシングルヒットで初得点した。
2012年8月27日に40人枠から外れ、放出された。

### アストロズ時代
2012年9月1日にヒューストン・アストロズへ移籍。
2013年は、当時アストロズ傘下であったAAA級オクラホマシティ・レッドホークスで開幕を迎えた。4月18日にメジャー昇格。12試合で打率.352を記録した。オフの10月2日にはロースターから外れ、10月4日にFAとなる。

### ナショナルズ傘下時代
2013年11月23日にカンザスシティ・ロイヤルズとマイナー契約を結んだ。
2014年3月15日にトレードでワシントン・ナショナルズへ移籍した。同年はMLBでの試合出場は無かった。

### 日本ハム時代
2014年11月18日に北海道日本ハムファイターズと契約合意した。6000万円+出来高の単年契約で背番号は「5」。
2015年は、6月頃まで打率が2割を下回り、主に7、8番での起用が続いた。後半戦で調子を上げ22本塁打を記録し、8月には2016年シーズンの契約を結んだ。最終的には、三塁手のレギュラーで、全143試合に出場し、打率こそ.231と低迷するも、リーグ3位タイの34本塁打、97打点、出塁率.301を記録した。
2016年は、前半戦から20本の本塁打で、特に5月には12本塁打を記録し、オールスターゲームにも選出された。6月10日の阪神タイガース戦で藤川球児からサヨナラ本塁打を打った。7月10日の千葉ロッテマリーンズ戦では木村優太から球団の北海道移転から通算500勝目を飾る決勝本塁打を打ち、球団最長となる15連勝の原動力となった。また、シーズン2度のサヨナラ本塁打は球団外国人では史上初となった。このシーズンは2年連続で全143試合に出場し、打率.263、39本塁打、97打点、出塁率.319を記録し、日本プロ野球史上初、打った本塁打が全て打順6番以下での本塁打王を獲得した。10月2日に日本ハムと2年総額6億円を結んだことが発表された。日本シリーズでは、第4戦での勝ち越しとなる2点本塁打、第6戦ではジェイ・ジャクソンから史上19人目となる満塁本塁打を打った。シリーズ3本の本塁打を打ち、日本シリーズMVPを受賞した。
2017年は、シーズン開幕前の3月に開催された第4回ワールド・ベースボール・クラシック（WBC）のメキシコ代表に選出された。メキシコは1次リーグで敗退したが、レアードは「3番・三塁手」と主戦力として出場し、2本塁打を打つ活躍を見せた。

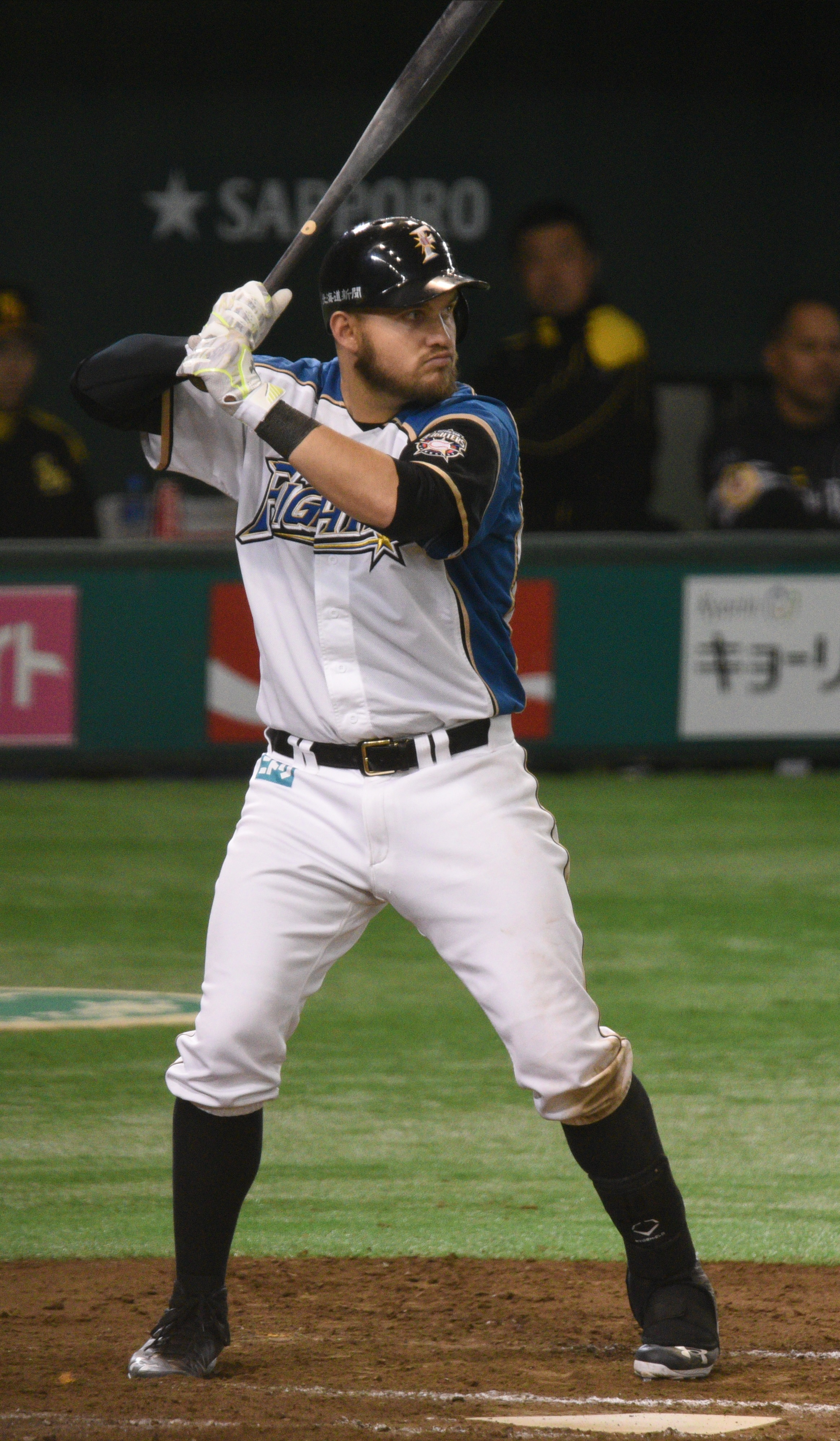
北海道日本ハムファイターズ時代

WBC終了後、開幕早々の4月に、これまで4番の座に座っていた中田翔の故障により、初めて4番として出場した。その後も大谷翔平、近藤健介の離脱に伴いクリーンナップを務める機会が増えた。5月12日には2打席連続本塁打し、翌日13日には前日の2四球を挟んで「4打数連続本塁打」のプロ野球タイ記録を記録した。9月9日の埼玉西武ライオンズ戦で多和田真三郎からソロ本塁打を打ち、球団外国人ではマット・ウインタースに次いで史上3人目となる「3年連続30本塁打」を達成した。137試合に出場し、打率.229、32本塁打、90打点、出塁率.308を記録した。10月1日に発生したラスベガス・ストリップでの銃乱射事件においていとこが犠牲になったことを受け、4日に緊急帰国した。
2018年は、9月18日に左腹斜筋肉離れと診断され登録抹消された。怪我の影響もあり、120試合の出場で打率.233、26本塁打、65打点、出塁率.309と前年からは数字を落とした。契約満了のため、自由契約となったがレアード本人は「生涯ファイターズ」を宣言をしていたこともあり、球団は残留交渉を続けていた。

### ロッテ時代
2019年1月15日に千葉ロッテマリーンズが獲得したことを発表。年俸110万ドル（推定）の単年契約で、背番号は「54」。翌16日に自身のインスタグラムで「心の底から、みんな、ありがとう！」と日本ハムファンに向けて感謝の気持ちを綴った。
オープン戦では正三塁手の鈴木大地とレギュラー争いを繰り広げた。結果、レギュラーを奪取し、3月29日の、東北楽天ゴールデンイーグルスとの開幕戦（ZOZOマリンスタジアム）に「6番・三塁手」で出場。第3打席で石橋良太から移籍後第1号となる逆転3点本塁打を打ち、開幕戦の勝利に貢献すると、その後も好調を維持し、1989年のブーマー・ウェルズ（オリックス・ブレーブス）以来、30年ぶり3人目、球団では史上初となる、開幕から4試合連続本塁打を記録した。6月22日の東京ヤクルトスワローズ戦（神宮球場）で石川雅規から本塁打を打ち、史上37人目となる全球団本塁打を達成した。7月25日の福岡ソフトバンクホークス戦（福岡ヤフオク!ドーム）では、シーズン3本目の満塁本塁打を打った。シーズン3本の満塁本塁打は、球団では11年ぶり5人目の最多タイ記録となった。ソフトバンク戦では4月16日にも満塁本塁打を打っており、同一カードで満塁本塁打2本は、2000年のフランク・ボーリック以来、球団史上2人目となった。8月7日のソフトバンク戦（ZOZOマリン）でロベルト・スアレスから30号本塁打を、甲斐野央から31号本塁打を放ち、球団では2005年の李承燁以来14年ぶりとなるシーズン30本塁打に到達した。最終的に、139試合に出場し、打率.248、32本塁打、89打点を記録した。11月2日に推定年俸220万ドル（2億3760万円）の2年契約で残留することが発表された。
2020年は、開幕前から腰に違和感があったが、6月19日のソフトバンクとの開幕戦（福岡PayPayドーム）に「4番・三塁手」で出場。開幕10試合で打率.306、5本塁打、8打点と活躍していた。しかし、7月は26試合で打率.209、1本塁打、7打点と、調子を極端に落とした。前述の腰の違和感が悪化し、足が痺れる状態が続いたため、8月5日には出場選手登録を抹消され、8月16日には腰の治療に専念するためにアメリカ合衆国へ一時帰国したと発表された。10月19日にアリゾナ州の病院で腰椎間板ヘルニアの手術を受け、そのまま再来日することなくレギュラーシーズンを終えた。最終成績は、39試合の出場で、打率.233、6本塁打、15打点であった。
2021年は、136試合に出場し、打率.262、29本塁打（リーグ2位）、95打点（リーグ2位）を記録。オフに、推定年俸3億2000万円で残留することが発表された。
2022年は、3月25日に行われた楽天との開幕戦（楽天生命パーク宮城）に「4番・指名打者」で出場し、開幕スタメン。4月9日にオリックス戦でNPB通算200本塁打を達成した。また、ホームランダービーの決勝で柳田悠岐を破って優勝するなど存在感を示したが、後半戦は打撃が伸びず、ベンチスタートも少なくなかった。オフの12月2日に自由契約公示された。

### NPB球団退団後
2023年10月23日、2024年秋以降にリーグ開始予定の中東・南アジアのベースボール・ユナイテッドのドラフト会議にて、ムンバイ・コブラスより5巡目（全体40位）で指名を受け、球宴にウエストの三塁手として出場した。この年限りで現役を引退した。

## 選手としての特徴
2016年に39本塁打でパ・リーグ本塁打王に輝いた長打力を持ち味とし、三塁の守備でも定評のある選手。

## 人物
日本ハム入団後は長距離打者ながら6番や7番などの下位打順を打つことが多かった。これはクリーンナップに中田翔や大谷翔平がいたことや、やや入れ込み過ぎで空回りする性格に栗山英樹監督が配慮したもの。結果的に前述の通り、2016年に上位打順やクリーンナップでの本塁打のない本塁打王を獲得することになった。
来日してから、日本料理を好むようになった。特に寿司が好物であり、本塁打を打った際には寿司を握る仕草をするというパフォーマンスを行う（詳しくは後述）。
多くの外国人が苦にする納豆を当初は苦手にしていたが、何度か口にすることで好物となり、日本ハム時代は他の外国人選手にも勧めていたエピソードがある。
2017年のWBCにメキシコ代表として出場し、3月12日の1次リーグのベネズエラ対メキシコの試合において5回に3点本塁打を打ち、同じくNPBから代表に呼ばれていたルイス・クルーズと共に寿司を握る仕草を披露した。
また、ロサンゼルス近郊で育ったことからNFLのロサンゼルス・ラムズのファンでもある（ただし、ラムズは1995年から2015年の間、セントルイスに本拠地を置いていた）。自身のインスタグラムでもラムズを応援する投稿が見られた（現在は閉鎖）。2018年シーズン、ラムズがニューオーリンズ・セインツとのカンファレンスチャンピオンシップゲームでセインツを破りリーグ優勝した時には歓喜のあまり自宅のプールに飛び込んだほどである。
2009年の12月に、兄のジェラルドと2人でNBAのフェニックス・サンズ対ボストン・セルティックスの試合をUSエアウェイズ・センターで観戦しに行った際、乱闘騒ぎを起こし警察に逮捕されている。
2018年12月23日に第一子が生まれたことを自身のインスタグラムで発表した。
日本ハムに入団した2015年からロッテに移籍するまで使用されていた応援歌を気に入っていた。他球団の応援歌では、ロッテ時代の今江敏晃の曲が印象に残っていると述べている。
2018年には、登場曲の一つにGReeeeNの「キセキ」を加えたが、これは当時オリックスの中島宏之や巨人の坂本勇人の打席で流れているのを聴いて気に入ったためである。
ロッテ時代の応援歌は、ファミコンソフト『マッピーランド』の「ウエスタンワールド」のBGMであった。(コロナ禍により、実質2019年の1年のみ使用される形になったが、2023年にマイク・ブロッソーに流用された。)

## スシポーズについて
スシポーズの原点は、不振に苦しんでいた2015年のシーズン途中、白井一幸一軍内野守備走塁コーチ兼作戦担当（当時）に紹介された、寿司店の店主からレアードが依頼されて始めたものであった。当初、白井はこの仕草を「リラックスして打て」というサインにしていたが、調子が一気に上向いたことから冗談半分で「ホームランを打て」のサインにしている。本人もこのポーズをいたく気に入り、本塁打を打ちベンチへ戻ったあとにはカメラに向かって"スシポーズ"を見せる。
2019年のロッテ移籍後は、魚を釣り上げ、捌くポーズ、そしてスシポーズに進化した。5月以降は、チームメイトの三木亮がレアードの握った寿司を食べるジェスチャーも追加された。この活躍により、北辰水産とのスポンサー契約を結んだ。
2020年以降、三木がベンチないし一軍に不在の際には、別の選手もホームランパフォーマンスに参加するようになっている。例として、和田康士朗やアデイニー・エチェバリア、フランク・ハーマンなどが挙げられる。

## 詳細情報

### 年度別打撃成績
| 年 度    | 球 団    | 試 合 | 打 席 | 打 数 | 得 点 | 安 打 | 二 塁 打 | 三 塁 打 | 本 塁 打 | 塁 打 | 打 点 | 盗 塁 | 盗 塁 死 | 犠 打 | 犠 飛 | 四 球 | 敬 遠 | 死 球 | 三 振 | 併 殺 打 | 打 率 | 出 塁 率 | 長 打 率 | O P S |
| -------- | -------- | ----- | ----- | ----- | ----- | ----- | -------- | -------- | -------- | ----- | ----- | ----- | -------- | ----- | ----- | ----- | ----- | ----- | ----- | -------- | ----- | -------- | -------- | ----- |
| 2011     | NYY      | 11    | 25    | 21    | 3     | 4     | 0        | 0        | 0        | 4     | 1     | 0     | 0        | 1     | 0     | 3     | 0     | 0     | 4     | 1        | .190  | .292     | .190     | .482  |
| 2012     | HOU      | 17    | 37    | 35    | 2     | 9     | 1        | 0        | 1        | 13    | 4     | 0     | 0        | 0     | 0     | 2     | 0     | 0     | 8     | 1        | .257  | .297     | .371     | .668  |
| 2013     | HOU      | 25    | 76    | 71    | 7     | 12    | 3        | 0        | 5        | 30    | 11    | 0     | 0        | 0     | 0     | 3     | 0     | 2     | 26    | 2        | .169  | .224     | .423     | .647  |
| 2015     | 日本ハム | 143   | 554   | 498   | 62    | 115   | 22       | 2        | 34       | 243   | 97    | 1     | 0        | 0     | 4     | 43    | 0     | 9     | 129   | 18       | .231  | .301     | .488     | .789  |
| 2016     | 日本ハム | 143   | 598   | 547   | 71    | 144   | 21       | 0        | 39       | 282   | 97    | 0     | 0        | 0     | 4     | 44    | 1     | 3     | 138   | 16       | .263  | .319     | .516     | .835  |
| 2017     | 日本ハム | 137   | 571   | 503   | 56    | 115   | 18       | 1        | 32       | 231   | 90    | 0     | 0        | 0     | 7     | 54    | 0     | 7     | 125   | 18       | .229  | .308     | .459     | .767  |
| 2018     | 日本ハム | 120   | 505   | 450   | 47    | 105   | 14       | 2        | 26       | 201   | 65    | 0     | 1        | 0     | 4     | 44    | 5     | 7     | 124   | 10       | .233  | .309     | .447     | .756  |
| 2019     | ロッテ   | 139   | 553   | 487   | 59    | 121   | 18       | 0        | 32       | 235   | 89    | 0     | 0        | 0     | 3     | 55    | 2     | 8     | 128   | 18       | .248  | .333     | .483     | .815  |
| 2020     | ロッテ   | 39    | 147   | 133   | 15    | 31    | 3        | 0        | 6        | 52    | 15    | 0     | 0        | 0     | 1     | 13    | 1     | 0     | 28    | 5        | .233  | .299     | .391     | .690  |
| 2021     | ロッテ   | 136   | 545   | 485   | 57    | 127   | 18       | 0        | 29       | 232   | 95    | 0     | 1        | 0     | 7     | 50    | 4     | 3     | 109   | 15       | .262  | .330     | .478     | .809  |
| 2022     | ロッテ   | 112   | 396   | 365   | 24    | 69    | 9        | 0        | 15       | 123   | 48    | 0     | 0        | 0     | 6     | 19    | 2     | 6     | 92    | 9        | .189  | .237     | .337     | .574  |
| MLB：3年 | MLB：3年 | 53    | 138   | 127   | 12    | 25    | 4        | 0        | 6        | 47    | 16    | 0     | 0        | 1     | 0     | 8     | 0     | 2     | 38    | 4        | .197  | .255     | .370     | .625  |
| NPB：8年 | NPB：8年 | 969   | 3869  | 3468  | 391   | 827   | 123      | 5        | 213      | 1599  | 596   | 1     | 2        | 0     | 36    | 322   | 15    | 43    | 873   | 109      | .238  | .308     | .461     | .769  |

- 2022年度シーズン終了時
- 各年度の太字はリーグ最高

### 年度別打撃成績所属リーグ内順位
| 年 度 | 年 齢 | リ ｜ グ   | 打 率 | 安 打 | 二 塁 打 | 三 塁 打 | 本 塁 打 | 打 点 | 盗 塁 | 出 塁 率 |
| ----- | ----- | ---------- | ----- | ----- | -------- | -------- | -------- | ----- | ----- | -------- |
| 2015  | 28    | パ・リーグ | -     | -     | -        | -        | 3位      | 5位   | -     | -        |
| 2016  | 29    | パ・リーグ | -     | 9位   | -        | -        | 1位      | 4位   | -     | -        |
| 2017  | 30    | パ・リーグ | -     | -     | -        | -        | 2位      | 4位   | -     | -        |
| 2018  | 31    | パ・リーグ | -     | -     | -        | -        | 8位      | -     | -     | -        |
| 2019  | 32    | パ・リーグ | -     | -     | -        | -        | 5位      | 7位   | -     | -        |
| 2020  | 33    | パ・リーグ | -     | -     | -        | -        | -        | -     | -     | -        |
| 2021  | 34    | パ・リーグ | -     | -     | -        | -        | 2位      | 2位   | -     | -        |
| 2022  | 35    | パ・リーグ | -     | -     | -        | -        | 7位      | -     | -     | -        |

- -は10位未満（打率は規定打席未到達の場合も-と表記）

### 年度別守備成績
| 年 度 | 球 団    | 一塁  | 一塁  | 一塁  | 一塁  | 一塁  | 一塁     | 三塁  | 三塁  | 三塁  | 三塁  | 三塁  | 三塁     |
| 年 度 | 球 団    | 試 合 | 刺 殺 | 補 殺 | 失 策 | 併 殺 | 守 備 率 | 試 合 | 刺 殺 | 補 殺 | 失 策 | 併 殺 | 守 備 率 |
| ----- | -------- | ----- | ----- | ----- | ----- | ----- | -------- | ----- | ----- | ----- | ----- | ----- | -------- |
| 2011  | NYY      | 3     | 16    | 5     | 1     | 3     | .955     | 9     | 3     | 7     | 0     | 1     | 1.000    |
| 2012  | HOU      | 4     | 21    | 0     | 0     | 1     | 1.000    | 8     | 2     | 10    | 1     | 0     | .923     |
| 2013  | HOU      | 13    | 71    | 2     | 0     | 8     | 1.000    | 4     | 1     | 8     | 1     | 1     | .900     |
| 2015  | 日本ハム | 1     | 3     | 0     | 0     | 1     | 1.000    | 142   | 86    | 250   | 17    | 18    | .952     |
| 2016  | 日本ハム | 1     | 1     | 0     | 0     | 0     | 1.000    | 140   | 91    | 228   | 13    | 19    | .961     |
| 2017  | 日本ハム | -     | -     | -     | -     | -     | -        | 136   | 76    | 214   | 18    | 18    | .942     |
| 2018  | 日本ハム | -     | -     | -     | -     | -     | -        | 118   | 73    | 198   | 9     | 16    | .968     |
| 2019  | ロッテ   | -     | -     | -     | -     | -     | -        | 113   | 57    | 155   | 6     | 13    | .972     |
| 2020  | ロッテ   | -     | -     | -     | -     | -     | -        | 20    | 11    | 24    | 2     | 1     | .946     |
| 2021  | ロッテ   | 99    | 776   | 53    | 11    | 56    | .987     | 4     | 1     | 1     | 0     | 0     | 1.000    |
| 2022  | ロッテ   | 10    | 82    | 6     | 0     | 10    | 1.000    | 1     | 0     | 0     | 1     | 0     | .000     |
| MLB   | MLB      | 20    | 108   | 7     | 1     | 12    | 1.000    | 21    | 6     | 25    | 2     | 2     | .939     |
| NPB   | NPB      | 111   | 862   | 59    | 11    | 67    | .988     | 674   | 395   | 1070  | 66    | 85    | .957     |

- 2022年度シーズン終了時
- 各年度の太字はリーグ最高

### タイトル
NPB
- 本塁打王：1回（2016年）

### 表彰
NPB
- ベストナイン：2回（三塁手部門：2016年、一塁手部門：2021年）
- 月間MVP：2回（野手部門：2016年5月、2017年5月）
- 月間サヨナラ賞：4回（2015年9月、2016年6月、2016年7月、2021年9月）
- 日本シリーズMVP：1回（2016年）
- ホームランダービー優勝：1回（2022年）

### 記録

#### NPB
初記録
- 初出場・初先発出場：2015年3月27日、対東北楽天ゴールデンイーグルス1回戦（札幌ドーム）、6番・三塁手で先発出場
- 初安打：同上、5回裏に則本昂大から中前安打
- 初打点：同上、8回裏に濱矢廣大から左前適時打
- 初本塁打：2015年3月29日、対東北楽天ゴールデンイーグルス3回戦（札幌ドーム）、1回裏に横山貴明から右越2ラン
- 初盗塁：2015年5月31日、対中日ドラゴンズ3回戦（札幌ドーム）、1回裏に二盗（投手：ラウル・バルデス、捕手：杉山翔大）

節目の記録
- 100本塁打：2017年8月16日、対千葉ロッテマリーンズ17回戦（札幌ドーム）、5回裏にジェイソン・スタンリッジから左中間ソロ ※史上285人目
- 150本塁打：2019年6月14日、対中日ドラゴンズ1回戦（ZOZOマリンスタジアム）、7回裏に柳裕也から左越ソロ ※史上173人目
- 200本塁打：2022年4月9日、対オリックス・バファローズ2回戦（ZOZOマリンスタジアム）、7回裏に山本由伸から左越ソロ ※史上112人目[78]、外国人史上17人目[79]

その他の記録
- 3年連続30本塁打：2015年 - 2017年 ※日本ハムの外国人選手では3人目[80]
- 1試合3併殺打：2015年4月11日、対福岡ソフトバンクホークス1回戦（鹿児島県立鴨池野球場）で記録。相手投手は3打席とも攝津正 ※史上30人目、最多タイ
- シーズンサヨナラ本塁打2本：2016年 ※日本ハムでは1995年の田中幸雄以来21年ぶり、外国人選手としてはチーム史上初
  - 6月10日、対阪神タイガース1回戦（札幌ドーム）、9回裏に藤川球児から左越2ラン
  - 7月10日、対千葉ロッテマリーンズ14回戦（札幌ドーム）、12回裏に木村優太から左越ソロ
- 日本シリーズ満塁本塁打：2016年10月29日、対広島東洋カープ6回戦（MAZDA Zoom-Zoomスタジアム広島）※史上19人目[25]
- 4打数連続本塁打：2017年5月12日 - 13日  ※史上20人目21度目、歴代2位タイ[81][82]
- 開幕から4試合連続本塁打：2019年3月29日 - 4月2日 ※史上3人目[83]
- 全球団から本塁打：2019年6月22日、対東京ヤクルトスワローズ2回戦（明治神宮野球場）、3回表に石川雅規から左越3ラン ※史上37人目[84]
- シーズン満塁本塁打3本：2019年 ※ロッテ球団史上11年ぶり5人目[39][85]
  - 4月16日、対福岡ソフトバンクホークス4回戦（ZOZOマリンスタジアム）、3回裏に東浜巨から中越満塁 ※平成最後の満塁本塁打
  - 5月8日、対埼玉西武ライオンズ7回戦（上毛新聞敷島球場）、8回表に佐野泰雄から左越満塁 ※令和初の満塁本塁打
  - 7月14日、対福岡ソフトバンクホークス14回戦（福岡ヤフオクドーム）、1回表に松本裕樹から左越満塁
- オールスターゲーム出場：5回（2016年、2017年、2019年、2021年、2022年）

### 背番号
- 60（2011年）
- 13（2012年）
- 4（2013年）
- 5（2015年 - 2018年、2017年WBC）
- 54（2019年 - 2022年）

### 登場曲
- 「Walk Thru feat. Problem」Rich Homie Quan（2015年）
- 「GDFR」Flo Rida（2015年）
- 「Dragon Night」SEKAI NO OWARI（2015年 - 2016年途中）
- 「King Kunta」Kendrick Lamar（2015年）
- 「Juicy」The Notorious B.I.G.（2015年）
- 「anti-hero」SEKAI NO OWARI（2015年）
- 「No Flex Zone」Rae Sremmurd（2015年）
- 「Middle feat. Bipolar Sunshine」DJ Snake（2016年）
- 「Pop Style」Drake（2016年）
- 「Public Service Announcement」Jay-Z（2016年 - 2018年、2021年）
- 「Sahara feat. Skrillex」DJ Snake（2016年 - 2018年）
- 「スシ食いねェ!」シブがき隊（2016年CS）
- 「Atlines」Outkast（2016年）
- 「I Like The View」Lil Wayne（2017年）
- 「Tomorrow Til Infinity feat. Gunna」Young Thug（2017年）
- 「All Time Low」Jon Bellion（2017年）
- 「Move」Big Sean（2017年）
- 「キセキ」GReeeeN（2018年）
- 「Nonstop」Drake（2018年）
- 「Liquor Store Blues feat. Damian Marley」Bruno Mars（2018年）
- 「Talk Up feat. Jay-Z」Drake（2018年）
- 「I Like It Loud feat. Marshall Masters & The Ultimate MC」Tiesto & John Christian（2018年）
- 「Can't Take A Joke」Drake（2018年）
- 「Yikes」Kanye West（2018年）
- 「End Of Discussion feat. Lil Wayne」Rich The Kid（2018年）
- 「Frio」Mike Stud（2018年、2021年）
- 「So Fresh, So Clean」Outkast（2018年）
- 「APES**T」The Carters（2018年）
- 「Square Dance」Eminem（2019年）
- 「Sin feat. Jaden Smith」Young Thug（2019年）
- 「Money Tree feat. Jay Rock」Kendrick Lamar（2019年）
- 「Everythang」Young Jeezy（2019年）
- 「DEVASTATED」Joey Bada$$（2019年）
- 「Last Time That I Checc-d feat.Y」Nipsey Hussle（2019年）
- 「Superstar feat. Matthew Santos」Lupe Fiasco（2019年）
- 「Stony Haze」Landon McNamara（2019年）
- 「Suavemente」Elvis Crespo（2019年）
- 「Sacrifies feat. EARTHGANG, J. Cole, Smino & Saba」Dreamville（2019年）
- 「Immortal feat. The Game」Trippie Redd（2019年）
- 「Saint-Tropez」Post Malone（2019年）
- 「Hot feat. Gunna」Young Thug（2019年）
- 「ROCKSTAR feat. Roddy Ricch」DaBaby（2020年）
- 「Life Is Good」Future（2020年）
- 「Stockton」Hapollo（2020年）
- 「Draft Day」Drake（2020年）
- 「Demons feat. Fivio Foreign, Sosa Geek」Drake（2020年）
- 「I Do It feat. Big Sean & Lil Baby」Lil Wayne（2020年）
- 「DOLLAZ ON MY HEAD feat. Young Thug」Gunna（2020年）
- 「Peaches feat. Daniel Caesar, Giveon」Justin Bieber（2021年開幕 - 2022年途中）
- 「What's Next」Drake（2021年）
- 「Bottom Bitch」Doja Cat（2021年）
- 「Ocean Views」Nipsey Hussle（2021年）
- 「Over」Drake（2021年）
- 「Window Shopper」50 Cent（2021年）
- 「GREECE feat. Drake」DJ Khaled（2021年）
- 「Wurli」Dominic Fike（2021年）
- 「This View」Surfaces（2021年）
- 「Fantasy」Bazzi（2021年）
- 「Chad feat. YGTUT」Issiah Rashad（2021年）
- 「Dissolve」Absofacto（2021年）
- 「Fair Trade with Travis Scott」Drake（2021年）
- 「Papi's Home」Drake（2021年）
- 「Sheesh!」Surfaces（2021年）
- 「Surf Swag」Lil Wayne（2021年）
- 「Highway Time」Greta Van Fleet（2022年開幕 - 途中）
- 「Stardust Chords」Greta Van Fleet（2022年開幕 - 途中）
- 「Headlines」Drake（2022年）
- 「On To The Next One」Jay-Z（2022年）
- 「Indifferent (Visualizer)」Arden Jones（2022年）
- 「No Stylist feat. Drake」French Montana（2022年）
- 「Jimmy Cooks」Drake（2022年）
- 「Wild For The Night feat. Skrillex, Birdy Nam Nam」A$AP Rocky（2022年）
- 「Vegas」Doja Cat（2022年）
- 「EVERY CHANCE I GET feat. Lil Baby & Lil Durk」DJ Khaled（2022年）

### 代表歴
- 2017 ワールド・ベースボール・クラシック・メキシコ代表